# Acer atropurpureum
Acer atropurpureum é uma espécie de árvore do gênero Acer, pertencente à família Aceraceae.